# 金基南
金己男（1929年8月28日—2024年5月7日），又译金基南，朝鲜政治人物，出生于咸镜南道金野郡。也有说法认为出生于中国辽宁。另据朝中社在其逝世后发布他的生平，称其生于江原道元山市。

## 生平
幼名金东参（朝鲜语：／），父亲为金择世（朝鲜语：／）。兄弟姐妹除了哥哥金永南以外，还有个不知道名字的妹妹。
1929年8月28日生于江原道元山市。

朝鲜独立后，在干部培训中心受训，并曾出国留学。

1951年起，历任金日成综合大学教授、系主任。

1956年进入朝鲜劳动党中央委员会工作。

1961年8月，任党中央科学教育部副部长。

1966年，任党中央宣传鼓动部副部长。

1972年4月，任《劳动者》报社编辑。

1974年12月，任《劳动者》报社责任编辑。

1976年，任《劳动新闻》责任主编。

1977年起，任最高人民会议代议员。

1980年，当选劳动党中央委员。

1985年起，任党中央宣传鼓动部部长。

1992年，出任中央书记局书记。

2010年党代表会议上，当选政治局委员。金己男的哥哥是最高人民会议委员长金永南。他也是金正日喪禮上扶靈者之一。
2022年4月起因老病和多脏器功能衰竭，一直卧病在床。经医治无效于2024年5月7日10时逝世，享年94岁；靈柩安放在平壤市普通江區西將會館，5月8日接受憑弔，翌日早上出殯。